# Gymnothorax enigmaticus
Gymnothorax enigmaticus är en fiskart som beskrevs av Mccosker och Randall 1982. Gymnothorax enigmaticus ingår i släktet Gymnothorax och familjen Muraenidae. Inga underarter finns listade i Catalogue of Life.